# 約翰·瑟閏
 約翰·亨里克·瑟閏（瑞典語：Johan Henrik Theorin，1963年9月3日—）是一位瑞典作家及記者，2007年推出《死者的迴聲》出道，該作品為約翰贏得英國犯罪作家協會的新血匕首獎，2008年推出《最黑暗的屋子》，連續獲得多個國際獎項，包括玻璃鑰匙獎、最佳瑞典犯罪小說獎及擊敗了當年的國際匕首獎的大熱史迪格·拉森而獲獎。